# Vlag van Haps

Vlag van de gemeente Haps
(1968-1994)

De vlag van Haps werd op 27 mei 1968 bij raadsbesluit vastgesteld als de gemeentelijke vlag van de Noord-Brabantse gemeente Haps. De vlag is in het besluit als volgt beschreven:
Blauw, beladen met één grote en daaronder drie kleine gele ronde schijven, de grote schijf met een straal van één vijfde van de vlaghoogte, de kleine schijven met een straal van één tiende van de vlaghoogte. Het geheel binnen een denkbeeldige cirkel met een straal van twee vijfde van de vlaghoogte en van welke de kortste afstand tot de broeking en de lange zijden van de vlag één tiende van de vlaghoogte bedraagt.
De kleuren van de vlag zijn ontleend aan die van gemeentewapen. De betekenis van de schijven is als volgt: de grote schijf stelt St. Nicolaas voor; de kleine schijven de drie jongens in het wapen. Ze kunnen ook gezien worden als de penningen in een andere legende van S. Nicolaas.
Op 1 januari 1994 is Haps opgegaan in de gemeente Cuijk, waarmee de vlag als gemeentevlag kwam te vervallen. Sinds 2022 valt Haps onder de gemeente Land van Cuijk.

## Verwante afbeeldingen

Wapen van Haps

Aalburg 
· Aarle-Rixtel 
· Alphen en Riel 
· Bakel en Milheeze 
· Beek en Donk 
· Beers 
· Berghem 
· Berkel-Enschot 
· Berlicum 
· Bladel en Netersel 
· Borkel en Schaft 
· Boxmeer 
· Budel 
· Chaam 
· Cuijk 
· Cuijk en Sint Agatha 
· Den Dungen 
· Diessen 
· Dinteloord en Prinsenland 
· Drunen 
· Dussen 
· Engelen 
· Erp 
· Esch 
· Escharen 
· Fijnaart en Heijningen 
· Geffen 
· Geldrop 
· Gemert 
· Giessen 
· Ginneken en Bavel 
· Grave 
· 's Gravenmoer 
· Haaren 
· Halsteren 
· Haps 
· Heesch 
· Heeswijk-Dinther 
· Heeze 
· Helvoirt 
· Hoeven 
· Hooge en Lage Mierde 
· Hooge en Lage Zwaluwe 
· Hoogeloon, Hapert en Casteren 
· Huijbergen 
· Klundert 
· Landerd 
· Leende 
· Liempde 
· Lieshout 
· Lith 
· Luyksgestel 
· Maarheeze 
· Maasdonk 
· Made en Drimmelen 
· Megen, Haren en Macharen 
· Mierlo 
· Mill en Sint Hubert 
· Moergestel 
· Nieuw-Ginneken 
· Nieuw-Vossemeer 
· Nistelrode 
· Nuland 
· Oeffelt 
· Oost-, West- en Middelbeers 
· Oploo, Sint Anthonis en Ledeacker 
· Ossendrecht 
· Oud en Nieuw Gastel 
· Oudenbosch 
· Prinsenbeek 
· Putte 
· Raamsdonk 
· Ravenstein 
· Reusel 
· Riethoven 
· Rijsbergen 
· Rijswijk 
· Roosendaal en Nispen 
· Rosmalen 
· Schaijk 
· Schijndel 
· Sint Anthonis 
· Sint-Oedenrode 
· Sprang-Capelle 
· Standdaarbuiten 
· Terheijden 
· Teteringen 
· Uden 
· Udenhout 
· Veghel
· Vessem, Wintelre en Knegsel 
· Vierlingsbeek 
· Vlijmen 
· Wanroij 
· Waspik 
· Werkendam 
· Westerhoven 
· Willemstad 
· Woudrichem 
· Wouw 
· Zeeland 
· Zevenbergen